# فرس الماء
فرس الماء (بالإنجليزية: water horse)‏ هو مخلوق أسطوري في حضارة السيلت، وله أسماء مختلفة في المناطق التابعة للمملكة المتحدة. وهو حيوان مخنث برمائي يشبه الديناصور. تقول الأسطورة إن حيواناً واحداً منه يجب أن يوجد في العالم، وحين يهرم يضع بيضة تفقص بعد موت الحيوان الأول.